# Julia Gillard
Julia Eileen Gillard (ur. 29 września 1961 w Barry) – australijska polityk, wiceprzewodnicząca Australijskiej Partii Pracy (ALP) i wicepremier w latach 2007–2010. Przewodnicząca ALP oraz premier Australii w latach 2010–2013, była pierwszą kobietą na obu tych stanowiskach.

## Życiorys

### Młodość i edukacja
Urodziła się w 1961 w Barry w Wielkiej Brytanii. Jej ojciec był walijskim górnikiem. Była drugim dzieckiem, ma starszą o cztery lata siostrę Alison. W 1966 rodzina wyemigrowała do Australii, osiedlając się w Adelaide. Jej ojciec podjął wówczas pracę jako opiekun w zakładzie opieki psychiatrycznej, a matka w zakładzie opiekuńczym Armii Zbawienia.
Gillard razem z siostrą uczęszczała do Mitcham Demonstration School, po czym w 1978 ukończyła Unley High School w City of Mitcham. Rozpoczęła studia na University of Adelaide. W ich trakcie przeniosła się do Melbourne, by móc zaangażować się w działalność Australijskiego Związku Studentów. W 1983 została wiceprzewodniczącą oraz przewodniczącą związku. W 1987 ukończyła prawo (Bachelor of Laws) na University of Melbourne, a trzy lata później uzyskała stopień Bachelor of Arts.

### Kariera zawodowa
W 1987 rozpoczęła pracę jako radczyni prawna w kancelarii prawniczej „Slater & Gordon” w Werribee, zajmując się przede wszystkim kwestiami prawa pracy. W 1990 została wspólnikiem firmy. W kancelarii pozostała do 1995.

### Działalność polityczna

#### Kariera pozaparlamentarna

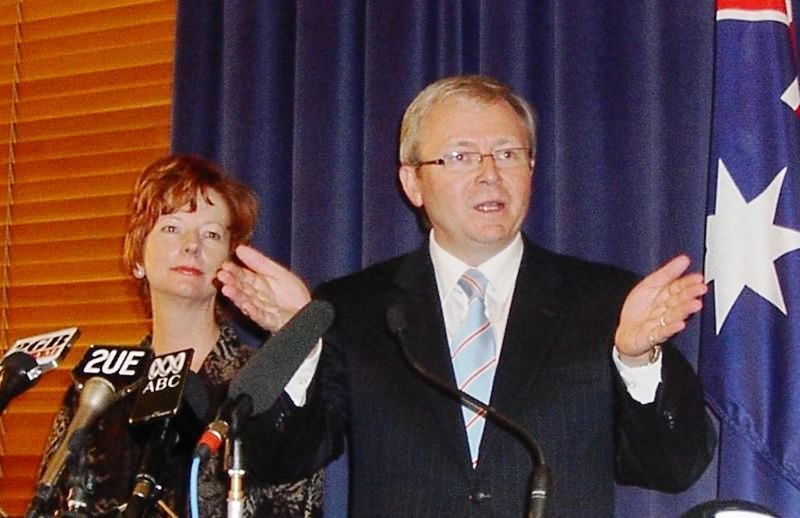
Kevin Rudd i Julia Gillard po wyborach nowych władz ALP, grudzień 2006

W działalność polityczną po raz pierwszy zaangażowała się w czasie studiów na University of Adelaide. Na drugim roku studiów wstąpiła do Australijskiej Partii Pracy (ALP) i zaangażowała się w kampanię na rzecz walki z cięciami budżetowymi na edukację. W młodości była także członkinią lewicowej organizacji Forum Socjalistyczne. Domagała się wówczas wyjścia Australii z paktu ANZUS i wprowadzenia wyższych podatków dla najbogatszych.
W 1982 była jednym z delegatów ALP na konferencję stanową w stanie Wiktoria. Zajmowała wiele stanowisk w ramach struktur partii. Od 1985 do 1989 stała na czele jej oddziału w Carlton (dzielnica Melbourne). W latach 1993–1994 koordynowała akcję afirmatywną ALP w stanie Wiktoria, mającą na celu zwiększenie udziału kobiet w polityce. Od 1993 do 1997 wchodziła w skład Komitetu Administracyjnego ALP w Wiktorii. W latach 1995–1998 była szefową gabinetu lidera opozycji w stanie Wiktoria Johna Brumby’ego.

#### Kariera parlamentarna
W październiku 1998 została po raz pierwszy wybrana do Izby Reprezentantów z okręgu Lalor. W wyborach w 2001, 2004 i w 2007 odnawiała mandat deputowanej. W czerwcu 1999 była członkiem Australijskiej Misji Obserwacyjnej w czasie wyborów w Indonezji. W latach 1998–2001 wchodziła w skład parlamentarnej Komisji Zatrudnienia, Edukacji i Relacji w Miejscu Pracy. Od 2001 do 2007 była członkiem laburzystowskiego gabinetu cieni, najpierw będąc odpowiedzialną za sprawy ludności i imigracji (2001-2003), następnie za sprawy ludności autochtonicznej i proces pojednania narodowego (luty-lipiec 2003), opiekę zdrowotną (2003-2006) oraz zatrudnienie, sprawy przemysłowe i pomoc społeczną (2006-2007). 4 grudnia została wybrana wiceprzewodniczącą Australijskiej Partii Pracy. Od 4 grudnia 2006 do 3 grudnia 2007 była wiceliderem opozycji parlamentarnej u boku lidera laburzystów, Kevina Rudda.
Po zwycięstwie Partii Pracy w listopadowych wyborach parlamentarnych, 3 grudnia 2007 Julia Gillard objęła stanowisko wicepremiera Australii oraz ministra edukacji, zatrudnienia i relacji w miejscu pracy, a także ministra opieki społecznej w gabinecie premiera Kevina Rudda. 11 grudnia 2007 została pierwszą w historii kraju kobieta pełniącą obowiązki szefa rządu w czasie uczestnictwa premiera Rudda w Konferencji ONZ ds. Zmian Klimatu na wyspie Bali. W późniejszym czasie wielokrotnie pełniła tę funkcję, w sumie przez ponad 130 dni.

### Premier Australii

#### Okoliczności powołania
W 2010, w sytuacji spadającego poparcia społecznego dla premiera Rudda i w obliczu planowanych na jesień nowych wyborów parlamentarnych, w Partii Pracy zaczęły pojawiać się głosy kwestionujące jego przywództwo i szanse ponownego zwycięstwa wyborczego. Przyczyną niepopularności premiera było odstąpienie przez niego od zapowiadanego w czasie kampanii programu ochrony środowiska Emissions Trading Scheme, określającego dopuszczalne limity emisji dwutlenku węgla do atmosfery. Inną społecznie wrażliwą kwestią był rządowy plan nałożenia dodatkowych podatków na sektor górniczy, który zdaniem krytyków doprowadziłby tę branżę do kryzysu. W czerwcu 2010 wicepremier Gillard stwierdziła, że byłaby gotowa ubiegać się o przywództwo w ALP. Wobec jej słów premier Rudd, licząc na własny sukces, 23 czerwca 2010 podjął decyzję o organizacji następnego dnia głosowania w sprawie wyboru nowego lidera laburzystów. 24 czerwca 2010 ogłosił jednak rezygnację ze stanowiska szefa partii i rządu po tym, jak okazało się, że może nie być w stanie uzyskać wystarczającego poparcia w szeregach Partii Pracy.
Tego samego dnia Julia Gillard została jednogłośnie wybrana nowym liderem ALP. Poparli ją wszyscy ze 112 deputowanych ALP w parlamencie. Chwilę później została oficjalnie zaprzysiężona na stanowisku szefa rządu, stając się pierwszą w historii kraju kobietą pełniącą ten urząd.

#### Kierunki polityki

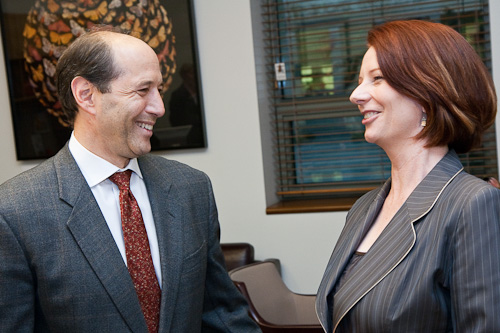
Premier Julia Gillard z ambasadorem USA

Jednymi z pierwszym posunięć nowej premier była zapowiedź obniżenia (z poziomu 40% do 30%) planowanego podatku w sektorze górnictwa oraz deklaracja o dalszym wsparciu wojskowym koalicji w działaniach wojennych w Afganistanie. Na początku lipca 2010 premier wystąpiła z planem ponownego uruchomienia w rejonie Pacyfiku centrów pobytowych dla uchodźców ubiegających się azyl w Australii, wskazując jako miejsce lokalizacji Timor Wschodni. Choć początkowo prezydent Timoru Wschodniego José Ramos-Horta stwierdził, że gotowy jest rozpocząć rozmowy w tej sprawie, parlament wyspy 12 lipca 2010 jednogłośnie odrzucił australijski projekt.

#### Reelekcja w 2010
17 lipca 2010 premier Gillard ogłosiła organizację wyborów parlamentarnych w dniu 21 sierpnia 2010. Według sondaży wyborczych Partia Pracy w początkowym okresie kampanii posiadała przewagę nad opozycyjną Partią Liberalną. Jednak z biegiem czasu zaczęła tracić poparcie. Przyczyniły się do tego wewnętrzne konflikty w jej szeregach oraz przedostające się do mediów informacje o zakulisowych rozgrywkach w czasie ostatniej zmiany jej przywództwa. Stojący na czele opozycji Tony Abbott krytykował rząd za plan wprowadzenia podatku w sektorze górniczym, projekt ograniczeń emisji dwutlenku węgla do atmosfery oraz kosztowny jego zdaniem plan stworzenia narodowej sieci szerokopasmowego internetu. Zarzucał mu także nieradzenie sobie z problemem uchodźców, próbujących dostać się drogą morską na australijskie wybrzeża. Premier Gillard 16 sierpnia 2010 rozpoczęła oficjalnie własną kampanię wyborczą w Brisbane. W jej trakcie opowiedziała się za wprowadzeniem w kraju republiki po śmierci brytyjskiej królowej Elżbiety II.
W wyborach z 21 sierpnia 2010 rządząca Partia Pracy i koalicja opozycji na czele z Partią Liberalną zdobyły po 72 mandaty w 150-osobowej Izbie Reprezentantów. Spowodowało to wyłonienie pierwszego od 1940 tzw. parlamentu zawieszonego (hung parliament), w którym żadna z partii politycznych nie mogła samodzielnie sprawować władzy. Wyniki wyborów doprowadziły do dwutygodniowych rozmów obu partii z kandydatami niezależnymi w celu uzyskania ich poparcia. Ostatecznie, 7 września 2010, misja sformowania nowego gabinetu przypadła urzędującej premier. Partia Pracy uzyskała poparcie od deputowanego Partii Zielonych oraz 3 z 4 deputowanych niezależnych, co zapewniło jej większość 76 miejsc w parlamencie. 14 września 2010 zaprzysiężony został jej drugi gabinet.

#### Okoliczności dymisji
W wyniku porażki w wewnętrznym głosowaniu deputowanych rządzącej Partii Pracy z 26 czerwca 2013, w którym przegrała z Kevinem Ruddem, podała się do dymisji. Dzień później na stanowisko premiera zaprzysiężony został Kevin Rudd.

### Emerytura polityczna
Gillard nie kandydowała w przegranych przez ALP wyborach parlamentarnych we wrześniu 2013 roku. W grudniu tego samego roku sprzedała swój dotychczasowy dom w Melbourne i przeprowadziła się do Adelaide, gdzie została honorowym profesorem wizytującym na University of Adelaide. Od października 2013 jest członkinią zespołu amerykańskiego think tanku Brookings Institution, a od lutego 2014 kieruje radą nadzorczą amerykańskiej organizacji pozarządowej Global Partnership for Education.

## Życie prywatne
Julia Gillard jest ateistką i feministką. Jej partnerem jest Tim Mathieson. Jej matka ujawniła w 2010 w wywiadzie dla australijskiej telewizji, iż jej córka już jako bardzo młoda dziewczyna zdecydowała, że nigdy nie chce mieć dzieci.

## Odznaczenia
- Kawaler Orderu Australii (2017)[30]
- Wielka Wstęga Orderu Wschodzącego Słońca (2021)[31]